# エトオミユキ
エトオ ミユキ（7月3日 - ）は、日本の漫画家。女性。広島県出身。血液型はA型。旧名義は永遠 幸（えとお みゆき）。

## 来歴
1998年に、永遠幸名義で第25回なかよし新人まんが賞で準入選を受賞した『リラの花言葉』でデビュー。主に『なかよし』、『なかよしラブリー』（講談社）で活動。
2005年11月より『なかよし』、『なかよしラブリー』で「地獄少女」（原作・地獄少女プロジェクト）の連載を開始し、一躍人気を得た。
『なかよし』での作品発表以外では2008年にはLaylaの3rd MINI ALBUM「End of Sorrow」のキャラクターイラストを手掛けたほか、東日本大震災の被災者を支援するために、こげどんぼ*の提唱で作られた東日本大震災チャリティ同人誌「pray for Japan」にも執筆した。
2015年10月、『COMIC ポラリス』にて読み切り『塩対応の塩田くん』でエトオミユキ（読みは同じ）と改名、後に同サイトにて連載。以降は、同ペンネームで連載している。

## 作品リスト

### 永遠幸名義
連載・シリーズ
- セレブレイト! 5つのハッピーウェディング（『なかよし増刊はるやすみランド』2001年、『なかよし』2001年8月号、2002年3月号、『なかよし増刊なつやすみランド』2001年、『なかよし』2001年11月号別冊付録「なかよし ザ★ネクスト2」）
- 地獄少女（原作：地獄少女プロジェクト、『なかよしラブリー』2005年秋の号 - 2009年、『なかよし』2005年11月号 - 2008年9月号、全9巻）
  - 新地獄少女（『なかよし』2008年11月号 - 2009年8月号、全3巻）
  - 地獄少女R（『なかよし』2009年9月号 - 2013年4月号、全11巻）

読み切り
- リラの花言葉（『なかよし増刊はるやすみランド』1998年） - デビュー作
- シオン —夏の翼—（『なかよし増刊なつやすみランド』1999年）
- チェリーベラドンナ（『なかよし増刊はるやすみランド』2000年）
- 標的 —17（セブンティーン）—（『なかよし増刊なつやすみランド』2000年）
- 少女人魚（『なかよし』2000年11月号別冊付録「なかよし ザ★ネクスト」）
- Dearest Song（『なかよし増刊ふゆやすみランド』2000年）
- コンチキショー!（『なかよし増刊はるやすみランド』2002年、『なかよし増刊なつやすみランド』2002年）
- スノーアゲイン（『なかよし増刊ふゆやすみランド』2003年）
- WINGS（『なかよし増刊はるやすみランド』2003年）
- クロとタマ（『なかよしラブリー』2004年秋の号）
- 金魚姫（『なかよしラブリー』2005年夏の号）

### エトオミユキ名義
連載
- 塩対応の塩田くん（『COMIC ポラリス』2015年10月22日、2016年2月25日 - 2017年11月16日、既刊2巻）
  1. 2017年4月15日発売、ISBN 978-4-593-88142-0
  2. 2017年11月15日発売、ISBN 978-4-593-88154-3

- ソフィー・ローズと荊棘の人形師（『ガンガンONLINE』2016年4月28日 - 2017年6月28日、全3巻）
  1. 2017年3月7日発売、ISBN 978-4-7575-5306-4 - 第1巻と第2巻は同時発売
  2. 2017年3月7日発売、ISBN 978-4-7575-5307-1
  3. 2017年10月21日発売、ISBN 978-4-7575-5500-6

- アイドルの姉が死にました（『マンガUP!』2018年7月12日 - 2019年5月19日、全2巻）
  1. 2019年1月22日発売、ISBN 978-4-7575-5954-7
  2. 2019年7月12日発売、ISBN 978-4-7575-6200-4

- 悪徳女王の心得（原作：澪亜、キャラクター原案：双葉はづき、『ガンガンONLINEアプリ版』2020年11月15日 - 2022年6月19日（ただし単行本先行掲載）、全4巻）
  1. 2021年3月12日発売、ISBN 978-4-7575-7159-4
  2. 2021年6月11日発売、ISBN 978-4-7575-7326-0
  3. 2021年11月11日発売、ISBN 978-4-7575-7570-7
  4. 2022年4月12日発売、ISBN 978-4-7575-7883-8